# 毌丘奥
毌丘奥（?—?），东晋军事人物，河東郡聞喜县人，西晋零陵郡太守毌丘宗的儿子，毌丘俭的孙子。
東晋时担任監軍。咸和五年（330年）十月，成漢大将軍李寿、征南将軍費黑攻打东晋的巴東郡、建平郡，将其攻克，担任巴東郡太守的楊謙和監軍毌丘奥退守宜都。后来他担任假節、監巴東諸軍事、益州刺史。永和年間，振威将軍周撫接替他担任假節、監巴東諸軍事、益州刺史。